# Tayart de Borms
Tayart de Borms is een adellijke Belgische familie.

## Geschiedenis
Vier broers, afstammelingen van adel uit het ancien régime, verkregen adelserkenning in 1893 en 1899. Ze waren de zoons van Adrien-Adolphe Tayart de Borms en van Pauline Bekaert, die in Deinze en Petegem-aan-de-Leie woonden.

## César Tayart de Borms
César Emile Bernard Tayart de Borms (Petegem-aan-de-Leie, 10 mei 1853 - Mortsel, 18 januari 1918) trouwde in 1876 in Zinnik met Maria Lenoir (1858-1923) en ze kregen zes kinderen. In 1899 verkreeg hij erkenning in de Belgische erfelijke adel. Met afstammelingen tot heden, onder wie Luc Victor Tayart de Borms (Beerse, 30 april 1957), afgevaardigd bestuurder van de Koning Boudewijnstichting. Hij kreeg in 2004 de persoonlijke titel baron. Uit zijn relatie met Katleen van de Mergel heeft hij:
- Celine Tayart de Borms (°1988), geadeld in 2004.
- Emiel Tayart de Borms (°1990), geadeld in 2004.

In 2010 trouwde Luc Tayart de Borms in Oostende met Ann Lavens (° Oostende, 30 juni 1969), met wie hij sinds 2006 een zoon heeft, Alexander.

## Adolphe Tayart de Borms
François Adrien Adolphe Tayart de Borms (Petegem-aan-de-Leie, 29 november 1855 - Vorst, 25 augustus 1919) trouwde in 1879 in Berchem met Joséphine Bally (1854-1922). Adolphe werd in 1893 erkend in de Belgische erfelijke adel, maar het echtpaar bleef kinderloos.

## Gustave Tayart de Borms
Gustave Gentil Tayart de Borms (Deinze, 28 februari 1858) trouwde in Gent in 1885 met Charlotte Apers (°1860). Hij werd in 1899 erkend in de Belgische erfelijke adel, maar het echtpaar bleef kinderloos.

## Victor Tayart de Borms
Victor Eugène Joseph Tayart de Borms (Petegem-aan-de-Leie, 13 augustus 1861 - Elsene, 10 november 1941), politiecommissaris in Brussel, trouwde in Berchem in 1884 met Jeanne Perremans (1860-1939). Hij werd in 1893 erkend in de Belgische erfelijke adel, maar kreeg geen mannelijke afstammelingen.